# Stoma (geneeskunde)
Een stoma is een kunstmatige uitgang in het (menselijk) lichaam. Dit kan zijn voor ontlasting (colostoma of ileostoma), urine (urinestoma of urostoma, of een nefrostoma), gal (galstoma of leverstoma) en ademhaling (tracheostoma).

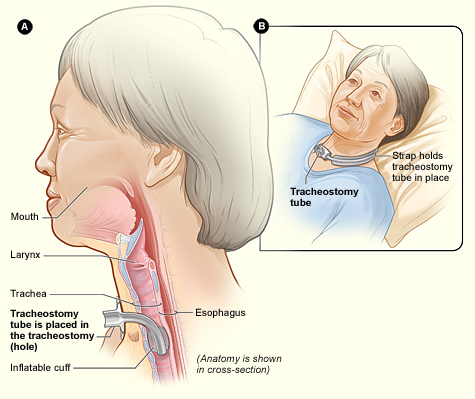
Tracheostoma
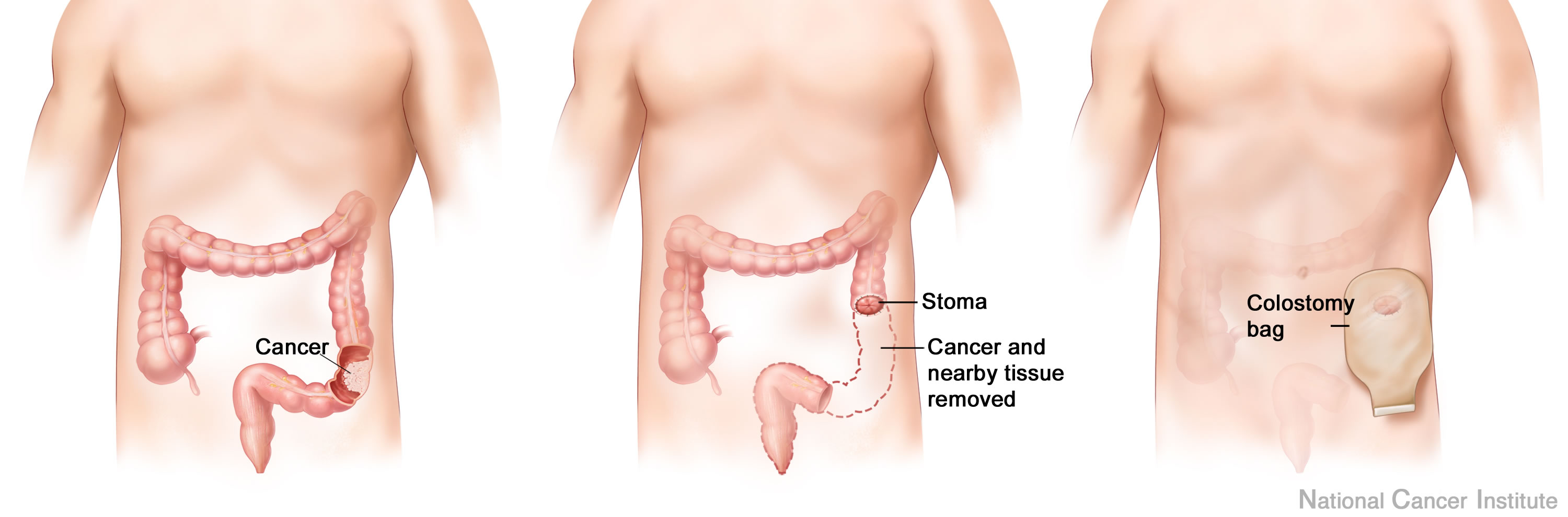
Colostoma
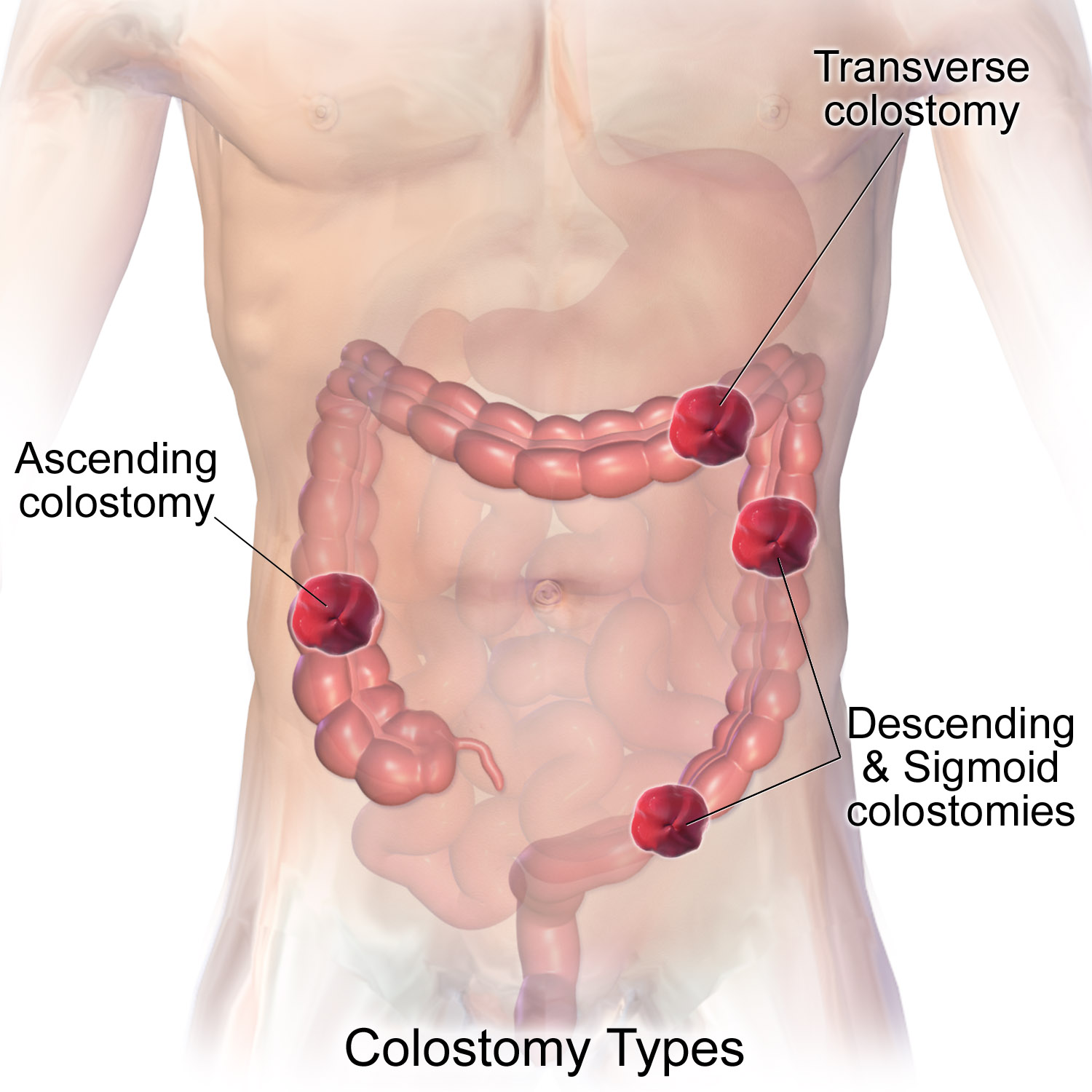
Colostoma mogelijkheden
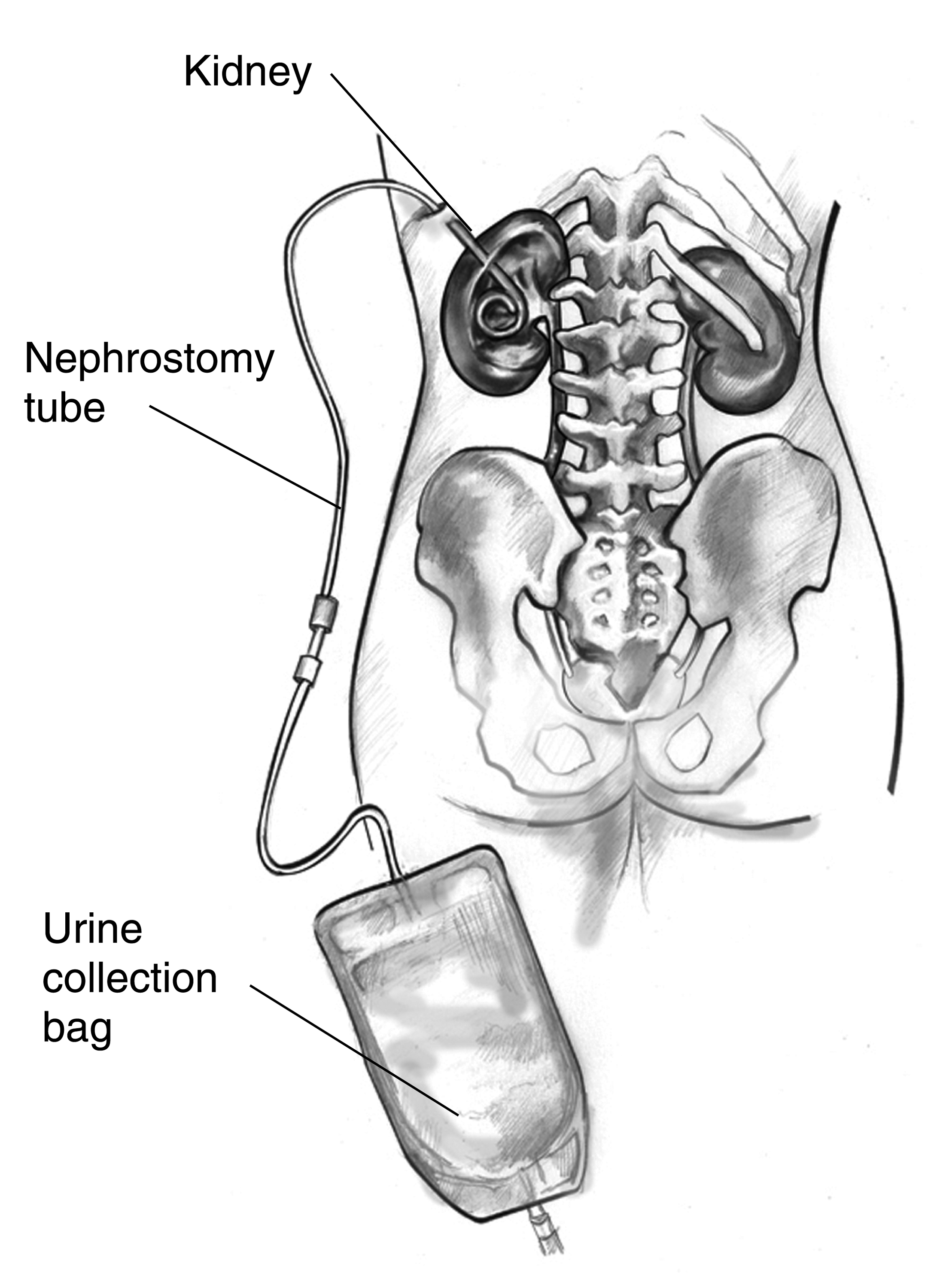
Nefrostoma
Urinestoma (Bricker)

## Ontlasting
Een colostoma (colon = dikke darm) is een uitgang van de dikke darm in de huid van de buik. Hij moet worden aangelegd wanneer de ontlasting het lichaam niet via de anus kan verlaten. Wanneer de ontlasting de stoma verlaat, moet deze worden opgevangen. Daar zijn speciale opvangmaterialen voor en methoden om het opvangen van de ontlasting te reguleren. Het is belangrijk om te weten, dat met een stoma de ontlasting niet meer opgehouden kan worden. Dat is onder normale omstandigheden wel mogelijk dankzij de sluitspier van de anus.
Een stoma kan tijdelijk zijn of blijvend. Een tijdelijke stoma wordt bijvoorbeeld aangelegd om een darmdeel rust te geven, een blijvende stoma bijvoorbeeld wanneer de hele dikke darm moet worden weggehaald.
Een stoma kan dubbelloops zijn of eindstandig. Een dubbelloopse stoma heeft twee openingen naast elkaar. Uit de ene opening komt de ontlasting, uit de andere alleen slijm (afkomstig van het slijmvlies van de darm). Een tijdelijke stoma is nogal eens dubbelloops. Een eindstandige stoma heeft een enkele opening.
Een stoma kan ook aangelegd worden op de dunne darm. Dan wordt het een ileostoma genoemd. 

## Urine

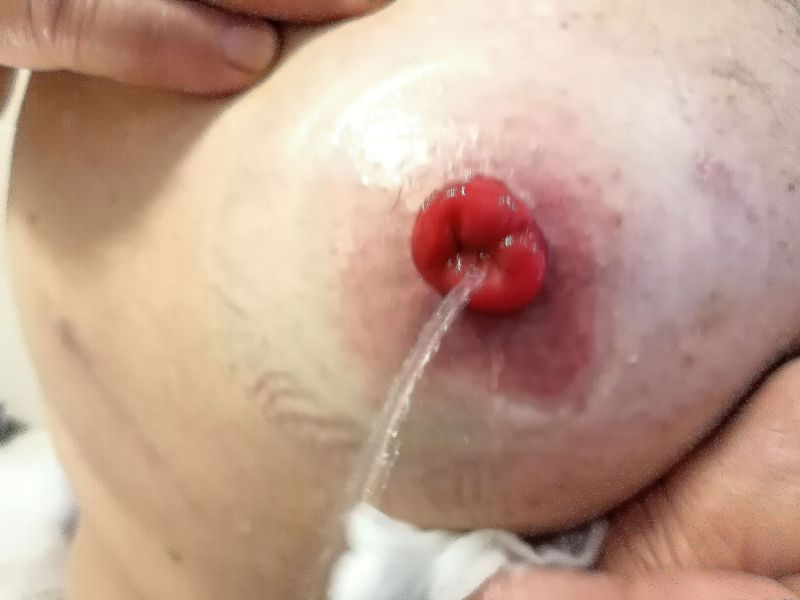
Standaard incontinent urostoma na Bricker operatie

Bij verwijdering van de urineblaas kan een stoma worden aangelegd op de urineleiders. Dit gebeurt veelal volgens de methode van Bricker. Hierbij wordt een stukje van de dunne darm verwijderd en aan het ene uiteinde worden de beide urineleiders bevestigd. Het andere uiteinde van de darmlis wordt naar buiten geleid en vormt zo het urinestoma.
Een nefrostoma is een katheter die, meestal tijdelijk, in de nier wordt aangebracht voor de afvoer van urine als de urineleiders niet functioneren.